# ابن مسره
ابوعبدالله محمد بن عبدالله بن مسره بن نجیح الجبلی (زاده ۹۳۱– درگذشته ۸۸۳ میلادی)، که با نام ابن مَسَرّه شناخته می‌شود، زاهد و فیلسوف مسلمان اندلسی بود. او را از نخستین صوفیان و نیز از نخستین فیلسوفان اندلس می‌دانند.
گمان می‌رود که او از موالدان بوده‌است.